# Općina Jegunovce
Općina Jegunovce (makedonski: Општина Јегуновце) je jedna od 80 općina Sjeverne Makedonije koja se prostire na sjeveru Sjeverne Makedonije. 
Upravno sjedište ove općine je selo Jegunovce.

## Zemljopisne osobine
Općina Jegunovce nalazi se u sjevernom dijelu Pološke kotline, granica na zapadu je Šar-planina a s istoka je Planina Žeden.
Općina Jegunovce graniči s Kosovo na sjeveru i istoku, te sa skopskom općinom Saraj na istoku, s općinom Želino na jugu, s općinom Tetovo na jugozapadu, te s općinom Tearce na zapadu.
Ukupna površina Općine Jegunovce  je 176.93 km².

## Stanovništvo
Općina Jegunovce  ima 10 790 stanovnika. Po popisu stanovnika iz 2002. nacionalni sastav stanovnika u općini bio je sljedeći; .

## Naselja u Općini Jegunovce
Ukupni broj naselja u općini je 13, od njih su svih 13 sela.

## Pogledajte i ovo
- Sjeverna Makedonija
- Općine Sjeverne Makedonije

## Vanjske poveznice
- Općina Jegunovce na stranicama Discover Macedonia